# Jordan Tata
Jordan Tata, né le 20 septembre 1981 à Plano (Texas), est un joueur américain de baseball évoluant en Ligue majeure de baseball avec les Detroit Tigers. Après la saison 2007, ce lanceur partant compte 11 matchs joués et une moyenne de points mérités de 6,91.